# Nickerson Field
Pour les articles homonymes, voir Nickerson.
 (juillet 2019).
Si vous disposez d'ouvrages ou d'articles de référence ou si vous connaissez des sites web de qualité traitant du thème abordé ici, merci de compléter l'article en donnant les références utiles à sa vérifiabilité et en les liant à la section « Notes et références ».
Le Nickerson Field est un stade situé à Boston aux États-Unis. Il a ouvert ses portes en 1915. L'Université de Boston en est le propriétaire. Sa capacité est de 9000 spectateurs.
Ce stade à vocation omnisports fut utilisé jusqu'en 1997 par l'équipe de football américain de l'Université de Boston. Il est toujours en usage pour les sections athlétisme et crosse, notamment.
Quatre franchises professionnelles utilisèrent également ce stade : 
- Boston Patriots (football américain, NFL, 1960-1962).
- Boston Breakers (football américain, USFL, 1983)
- Boston Breakers (football féminin, WUSA, 2001-2003)
- Cannons de Boston (crosse au champ, MLL, 2004)